# نصرت‌الله حاج عظیمی
نصرت‌الله حاج عظیمی از بنیانگذاران ورزش ژیمناستیک و رئیس این فدراسیون و کفیل سازمان تربیت بدنی در دوره نخست‌وزیر هویدا بود. وی کارمند سازمان تربیت بدنی بوده و در دوره‌های مختلف سمت‌هایی مانند مدیر کل تربیت بدنی، دبیر شورایعالی تربیت بدنی را هم بر عهده داشت. 
وی دو دوره نیز به عنوان ریاست فدارسیون ژیمناستیک فعالیت داشت. دوره نخست ۱۳۲۱ تا ۱۳۲۵ و دروه دوم ۱۳۳۲ تا ۱۳۳۶

## تالیفات
شاهنشاه: بنیان‌گذار ورزش نوین ایران